# 番吾の戦い
番吾の戦い（はんごのたたかい）は、秦が趙の李牧に大敗した戦い。
紀元前232年、秦王政は兵を大挙し、趙に侵攻した。軍は鄴城に到着し、その後太原に到着した。秦軍は狼孟と番吾を占領したが、李牧が秦軍を撃破した。さらに李牧は秦から韓・魏の国境まで領土を奪還した。